# Millennium (filme)
Millennium (bra: Millennium - Guardiões do Futuro, ou Millennium - Os Guardiões do Futuro; prt: Millennium) é um filme estadunidense de 1989, dos gêneros ação e ficção científica, dirigido por Michael Anderson. com roteiro baseado no conto "Air Raid", de John Varley.